# Android 10
Android 10 (codinomeado Android Q durante o desenvolvimento) é uma versão do sistema operacional móvel Android desenvolvida pela empresa Google, lançado em 13 de março de 2019, como versão de teste beta 1, para os usuários desenvolvedores/testadores de aparelhos do modelo Google Pixel (primeira geração). É a primeira versão do Android a não contar com o codinome de um doce, apenas o numeral 10.
Se planeja lançar um total de seis versões de teste antes do lançamento final voltada aos devenvolvedores (Beta Developer Preview), para prepararem aplicativos/serviços para quando a versão oficial estiver disponível, com lançamento previsto para o terceiro trimestre de 2019. Esta versão é focado nos quesitos segurança e privacidade do usuário (funções principais, permissões de aplicativos e, conectividade). A versão finalizada do Android 10 foi lançada em 3 de setembro de 2019.

## Mudanças

### v10.0 (API 29)
| Versão | Data de lançamento    | Características |
| ------ | --------------------- | --- |
| 10     | 3 de setembro de 2019 | - Navegação por gestos em tela cheia renovada com novas animações para abrir/fechar aplicativos; - Restrições de armazenamento com escop; - Novas permissões necessárias para acessar o local em segundo plano e para acessar arquivos de foto, vídeo e áudio; - Os aplicativos de fundo não podem mais saltar para o primeiro plano; - Acesso limitado a identificadores de dispositivo não redefiníveis; - Acesso em segundo plano (ocioso) à câmera, microfone e sensores desabilitados para maior proteção da privacidade com o efeito colateral de desabilitar o software antifurto; - Atalhos de compartilhamento, que permitem compartilhar conteúdo diretamente com um contato; - Painel de configurações flutuante, que permite alterar as configurações do sistema diretamente dos aplicativos; - Formato de profundidade dinâmico para fotos, que permite alterar o desfoque de fundo após tirar uma foto; - Suporte para o codec de vídeo AV1, o formato de vídeo HDR10+ e o codec de áudio Opus; - Suporte para codecs aptX Adaptive, LHDC, LLAC, CELT e AAC LATM; - Uma API MIDI nativa, permitindo a interação com controladores de música; - Melhor suporte para autenticação biométrica em aplicativos; - Suporte para o protocolo de segurança WPA3 Wi-Fi; - Suporte para telefones dobráveis; - Suporte para bolhas de notificação; - Novo tema/modo escuro em todo o sistema; - Suporte Transport Layer Security v1.3 adicionado; - Projeto Mainline, permite que os principais componentes do sistema operacional sejam atualizados por meio da Google Play Store, sem a necessidade de uma atualização completa do sistema. - Controle sobre localização: quando um aplicativo solicitar acesso à localização (através do GPS), o usuário tem a função de optar por “Permitir apenas enquanto o app estiver em uso”, ao ser colocado em segundo plano o perderá a permissão; - Configurações do sistema através de aplicativos: possibilidade de configurar o sistema a partir do menu de aplicativos de terceiros que o usuário estiver utilizando, com as funções relacionadas; - Atalhos de compartilhamento; - Fotos com imagem de profundidade dinâmica; - Alternador de saída de áudio; - Suporte ampliado para API Vulkan; - Autonomia restante da bateria na barra de notificações; - Economia mais inteligente de bateria; - Função de gravar os movimentos na tela (screen-capture); - Armazenamento individual para apps; - Esquemas de cores do sistema; - Modo deslizar notificações; - Melhoria no gerenciador de arquivos "Arquivos" com uso do Material Design; - Melhoria do Android Runtime, sistema mais rápido; - Compartilhar a senha de rede WiFi conectada, à outro dispositivo através de código QR; - Função de reconhecimento facial 3D; - Suporte a conexão de internet móvel rápida 5G; - Suporte a conexão de internet Wi-Fi de alto desempenho com baixa latência; - Opção de emergência permite acessar o discador de emergência, que estava acessível apenas através da tela de bloqueio; - Função de desabilitar todos os sensores, com o Sensor Privacy; - Aprimoramento na autenticação biométrica unificada; - Executar código de barra DEX diretamente do APK; - Canais Orientados ao Bluetooth LE, cria conexões para transferir fluxos de dados maiores entre dois aparelhos com Bluetooth LE; - Capacidade de coletar informações sobre a qualidade das chamadas em andamento do IP Multimedia Subsystem - IMS; - Câmeras armazenam os dados de profundidade de uma imagem em arquivo separado, usando o esquema Dynamic Depth Format. |